# Осми приморски полк (булевард във Варна)
„Осми приморски полк“ е булевард във Варна, който преминава през града в посока запад-изток. Той започва като продължение на адресните номера на бул. „Мария Луиза“ пред сградата на Община Варна във Варненския център. Преминава пред някогашния щаб на едноименния гарнизонен полк на Варна. В чест на полка през 1936 г. по средата булеварда е издигнат паметник-портал.

## Обекти
Северна страна
- Община Варна
- Професионална гимназия по текстил и моден дизайн, помещаваща се в първата сграда на Военноморското училище.
- Завод „Дружба Стил“ АД
- Технически университет – Варна

Южна страна
- Площад „Съединение“
- Регионална библиотека „Пенчо Славейков“ – Детски и средношколски комплекс
- Национална агенция за приходите – дирекция Варна
- Стадион „Тича“
- Плувен басейн „Варна“